# Дом „Панигарола“
Дом „Панигарола“ (на италиански: Casa dei Panigarola) е историческа сграда на площад „Мерканти“ в Милано, Северна Италия.

## Описание
Дом „Панигарола“ е сградата, която затваря четвъртата страна на пл. „Мерканти“ в Милано. В тази сграда се е помещавала „Уставната служба“, която е осигурявала регистрацията и преписването на херцогските укази, публичните актове и определянето на категориите частни актове.
Службата, като наследствена привилегия, се е държала от Панигарола – семейство нотариуси от Галарате, които я държат чак до 1741 г., когато изчезват. Оттам идва името на сградата.
Тя изглежда и днес като сграда с компактни заострени арки с теракотени рамки. Фасадата, която покрива вече съществуваща структура, е проектирана от Джовани Солари през 1466 г., за да бъде подредена през 1899 г. от Лука Белтрами, който е отговорен за добавянето на еднодъговия прозорец на горния етаж. Този горен етаж е ограничен от теракотен фриз с оживални прозорци и богата украса. Мазилката е украсена с ломбардски графити.
В лявата част на сградата в момента се помещава ресторант, а в дясната има лоджия (обикновено затворена с порта), която позволява достъп чрез вътрешно стълбище до окачената рампа, която води до входа на Палацо дела Раджоне. Под оживалните аркади е възможно да се намери релеф на змия върху калдъръмения под.
В лоджията има теракотена плоча от 1448 г., подписана от Томазо да Капонаго, юрист от XV век, който предупреждава за рисковете, произтичащи от прибягването до съдебни дела (Палацо дела Раджоне е бил седалище на съда).
Конструкцията до 1788 г. е директно облегната на апсидата на църквата „Сан Микеле ал Гало“. В тази първа фаза най-вероятно е издигнат съществуващ портик, който от своя страна се намира на територията на древно гробище, вероятно древен остатък от манастира „Лентазио“. Сегашната сграда е резултат от няколко реставрации и промени, извършени от началото на XIX век, и най-вероятно включва и последните фрагменти от стените на древната църква.
Конструкцията е повдигната през 1809 г. от арх. Джилардони заедно с Палата на юристконсултите и Палатинските школи, а през следващите години част от арките на приземния етаж са напълно или частично включени и използвани като магазини. Нова намеса на арх. Лука Белтрами през 1899 г. добавя към фасадата еднодъгов прозорец с теракотена рамка в стила на XV век.
Последната реставрация е от 1967 г. от Антонио Каси Рамели.
Сградата, известна през 1906 г. като „Лоджия на банкерите“, освен като седалище на Universitas Mercatorum през XV век, през XIX век е временно седалище в някои свои пространствата на партера на Търговската камара.